# Rennie's Landing
Rennie's Landing is een Amerikaanse film uit 2001 geregisseerd door Marc Fusco. De hoofdrollen worden vertolkt door Charlotte Ayanna en Ethan Embry.

## Verhaal
Een jaar nadat een groep vrienden afgestudeerd zijn ontmoeten ze elkaar weer toevallig en hernemen de idealistische sfeer van hun schooljaren.

## Rolverdeling
| Acteur               | Personage              |
| -------------------- | ---------------------- |
| Charlotte Ayanna     | Samantha 'Sam' Parkes  |
| Ethan Embry          | Trevor Logan           |
| Peter Facinelli      | Alec Nichols           |
| Scott Foley          | Casey Shepard          |
| Jennifer Garner      | Kiley Bradshaw         |
| Jeff Anderson        | Buddy                  |
| Debra Christofferson | Roselyn Hatchett       |
| Gabriel Olds         | Larry                  |
| Charles Walker       | Mr. Freeman            |
| Gary Werntz          | Mr. Johnson            |
| Kiele Sanchez        | Bankmedewerkster Emily |